# 1912 في بيرو
فيما يلي قوائم الأحداث التي وقعت خلال عام 1912 في بيرو.

## سياسة

### تعيين في المنصب
- 24 سبتمبر – بيلينجورست أنجولو رئيس بيرو.

### انتهاء فترة المنصب
- 1 يناير – بيلينجورست أنجولو عمدة ليما.
- 24 سبتمبر – أوغستو ليقيا رئيس بيرو.

## مواليد

### أكتوبر
- 7 أكتوبر – فرناندو تيري

## وفيات

### مايو
- 26 مايو – إدواردو لوبيز دي رومانا (مواليد 1847)